# Assembleia Legislativa dos Açores
A Assembleia Legislativa da Região Autónoma dos Açores localiza-se na cidade e concelho da Horta, na ilha do Faial, nos Açores. Constitui-se no órgão legislativo e de fiscalização parlamentar da Região Autónoma dos Açores, sendo, a par da existente na Região Autónoma da Madeira, uma das Assembleias Legislativas previstas pela Constituição da República Portuguesa como órgão máximo de auto-governo das Regiões Autónomas.
Funcionou, desde a inauguração da autonomia até 1980, no edifício da loja maçónica "Sociedade Amor da Pátria" e, dessa data até 1990, em local vizinho à atual sede, no local onde existiu a chamada "colónia alemã".
Hoje encontra-se instalada em um edifício de linhas contemporâneas, construído de raiz com essa finalidade, com projeto do arquiteto Manuel Correia Fernandes, e inaugurado em junho de 1990. Exteriormente apresenta características minimalistas. Em seu interior destaca-se a sala do plenário, no centro do edifício, iluminada por uma grande cúpula central, visível do exterior.